# 羅特湖 (布呂爾)
53°43′9.35″N 11°43′29.8″E / 53.7192639°N 11.724944°E

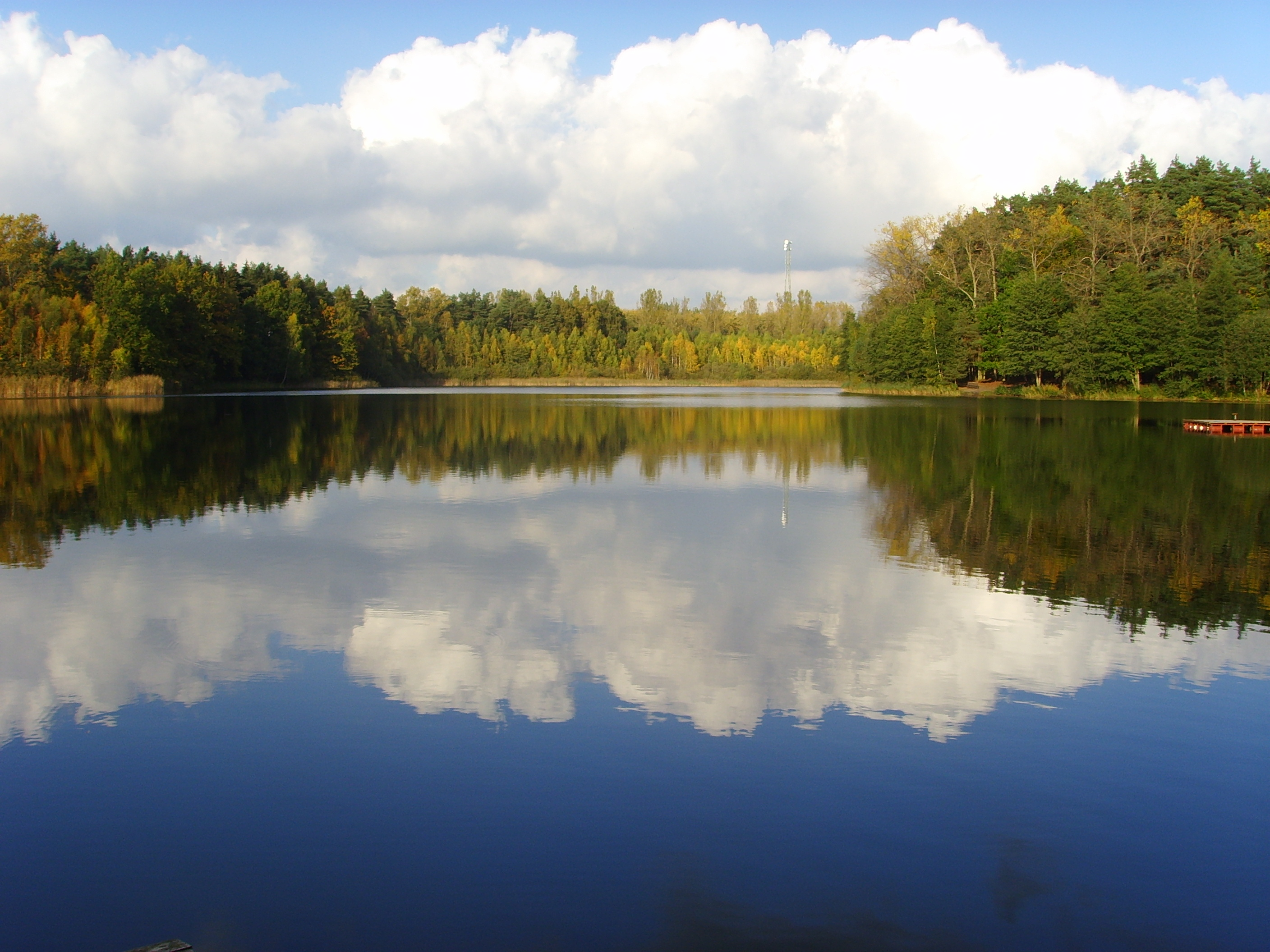

羅特湖（德語：Roter See），是德國的湖泊，位於該國東北部梅克倫堡-前波美拉尼亞州，由路德維希斯盧斯特-帕爾希姆縣負責管轄，長0.5公里、寬0.2公里，面積0.07平方公里，海拔高度23米，最大水深10米。